# Kelly Barnhill
Kelly Barnhill (ur. 7 grudnia 1973 w Minneapolis) – amerykańska pisarka, autorka powieści i opowiadań fantasy i science fiction dla dzieci i młodzieży. Laureatka wielu nagród literackich, m.in. World Fantasy Award otrzymanej w 2016 r. za nowelę The Unlicensed Magician oraz Medalu Johna Newbery’ego uzyskanego w 2017 r. za powieść Dziewczynka, która wypiła księżyc.
Uczęszczała do South High School w Minneapolis, później zaś do Saint Catherine University w Saint Paul. W jej dorobku literackim znajdują się liczne opowiadania, eseje i poezja dla dorosłych, jak również powieści i nowele przeznaczone dla młodszych czytelników, m.in. Iron-Hearted Violet, The Mostly True Story of Jack, Syn wiedźmy (oryg. The Witch’s Boy), The Unlicensed Magician i Dziewczynka, która wypiła księżyc (oryg. The Girl Who Drank the Moon). Za swoją twórczość została nagrodzona wieloma wyróżnieniami, w tym: World Fantasy Award, Parents Choice Gold Award, Texas Library Association Bluebonnet Award i Charlotte Huck Honor. Była również nominowana do Minnesota Book Award, Andre Norton Award i nagrody literackiej PEN/USA, a recenzje jej utworów zamieszczone były w takich czasopismach, jak: „The Washington Post”, „The New York Times”, czy „Publishers Weekly”.
Jej mężem jest Ted Barnhill, z którym ma troje dzieci.